# Kohl

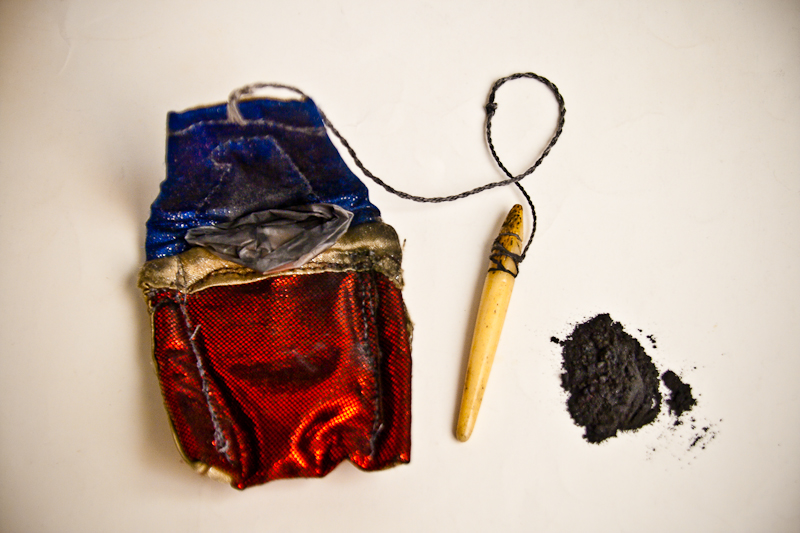
Bộ vẽ mắt kohl của người Kurd

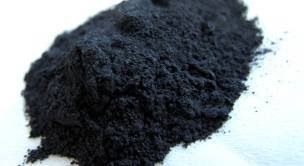
Bột kohl

Kohl (Tiếng Ả Rập, الكحل, al-kuḥl) hay là Kajal (Hindi, काजल, kājal) là phấn trang điểm mắt thời cổ đại, theo truyền thống được chế tạo bằng cách nghiền khoáng chất stibnite (Sb2S3) cho mục đích tương tự như than củi được sử dụng trong mascara. Kohl được sử dụng rộng rãi ở Nam Á, Trung Đông, Địa Trung Hải, Đông Âu, Bắc Phi, Sừng châu Phi và nhiều nơi tại Tây Phi như bút kẻ mắt để kẻ đường viền và/hoặc làm sẫm màu mí mắt và như chuốt mascara cho lông mi. Không chỉ phụ nữ dùng để kẻ mắt chủ yếu, mà còn có một số nam giới và trẻ em cũng sử dụng.
Kohl cũng đã được dùng ở Ấn Độ như một loại mỹ phẩm trong thời gian dài. Ngoài ra, các bà mẹ sẽ vẽ kohl vào mắt trẻ sơ sinh ngay sau khi sinh. Một số người làm điều này để "đôi mắt đứa trẻ chắc khỏe" và số khác tin rằng nó có thể ngăn ngừa đứa trẻ tránh khỏi bị mắt quỷ nguyền rủa.

## Tên gọi

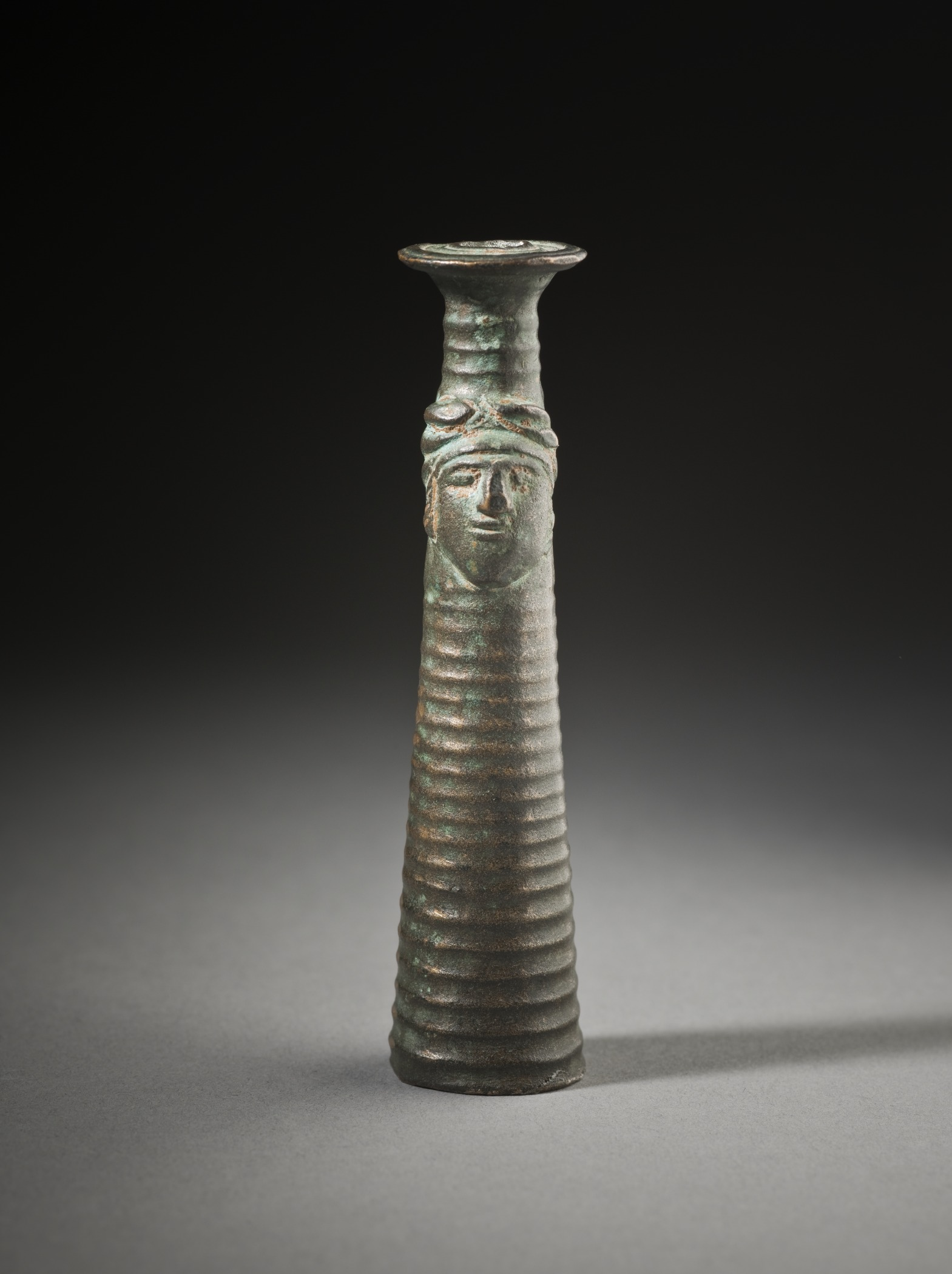
Ống chứa phấn kohl cổ đại ở miền tây Iran, niên đại 800-500 BCE.

Tên gọi Ả Rập كحل kuḥl và Biblical Hebrew כחל kaḥal (tiếng Hebrew hiện đại כחול có nghĩa "xanh lam") là từ cùng gốc, khởi nguồn gốc từ ngữ hệ Semitic k-ḥ-l. Các phiên bản chuyển ngữ của phát âm thổ ngữ tiếng Ả Rập bao gồm kohl hay kuhl. Kohl trong tiếng Ba Tư là sormeh. Tại Nam Phi, kohl được gọi là surmah hay kājal. Tại Tây Phi, loại mỹ phẩm được gọi là tozali hay kwalli. Từ tiếng Anh alcohol là một từ vay mượn từ tiếng Ả Rập (thông qua tiếng Trung Mỹ Latinh và tiếng Pháp; ban đầu theo nghĩa "bột antimon", nghĩa hiện đại là từ thế kỷ 18). Từ ngữ tiếng Nga cho antimon, сурьма, là một từ vay mượn từ thuật ngữ Ba Tư. Thuật ngữ Hy Lạp và La tinh cho antimon, stibium, στίβι, στίμμι, được mượn từ tên gọi tiếng Ai Cập sdm.

## Trung Đông và Bắc Phi

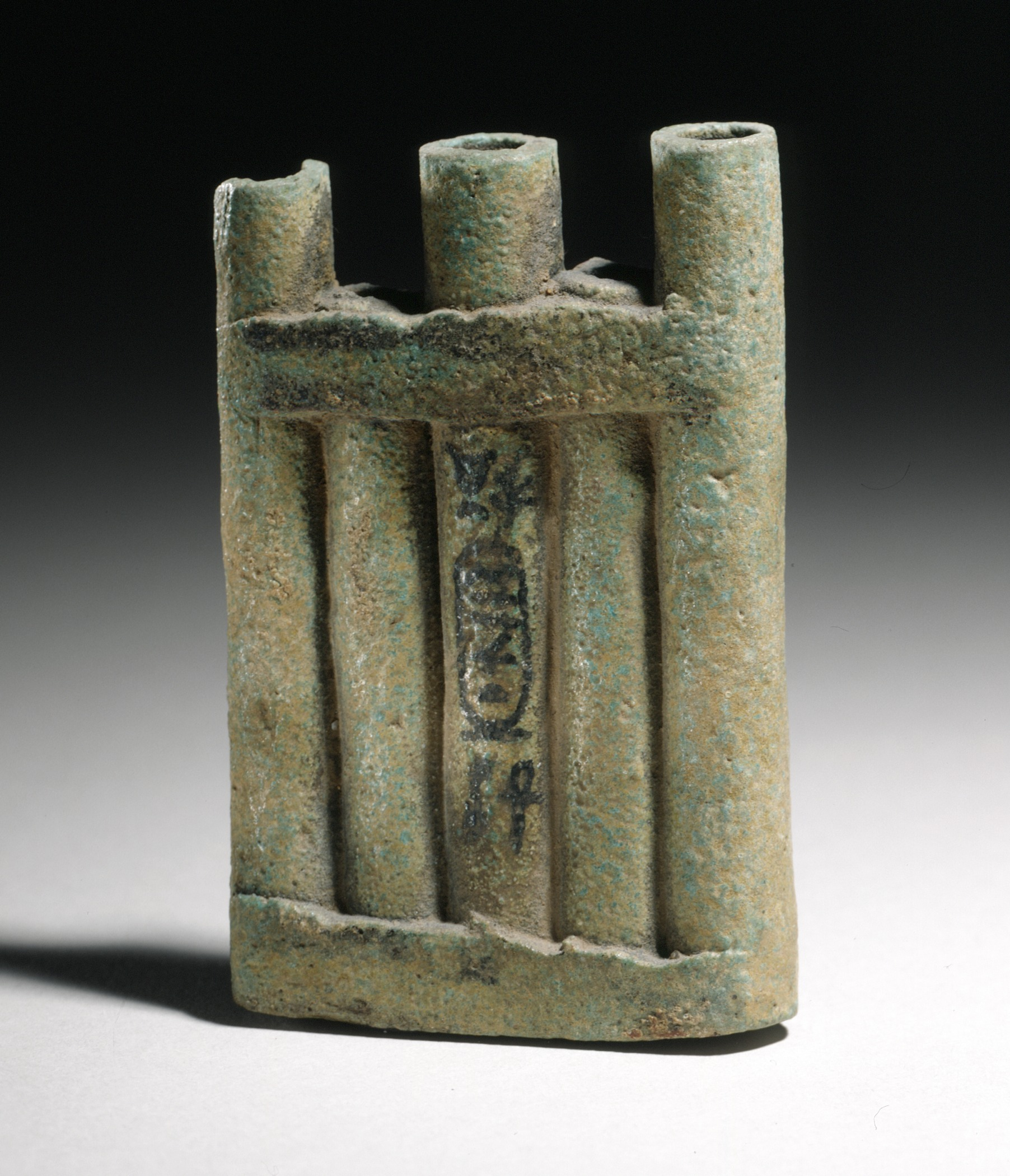
Vật chứa phấn kohl thời cổ đại, vương triều thứ Mười tám của Ai Cập, khắc chữ dành cho hoàng hậu Tiye (1410–1372 BCE).

Kohl đã được nữ hoàng Ai Cập và những phụ nữ cao quý sử dụng theo cách truyền thống từ thời kỳ Nguyên thủy của Ai Cập (khoảng năm 3100 TCN), người ta sử dụng stibnite (hợp chất sunphua của antimon chứ không phải chì). Bảng phân màu mỹ phẩm được dùng dành cho chế phẩm này thừa nhận vai trò nổi bật trong nền văn hoá tiền triều đại Ai Cập.
Kohl ban đầu được sử dụng để bảo vệ chống lại bệnh mắt. Cũng có một niềm tin rằng bóng tối xung quanh mắt sẽ bảo vệ chủ nhân tránh tia chớp của mặt trời.

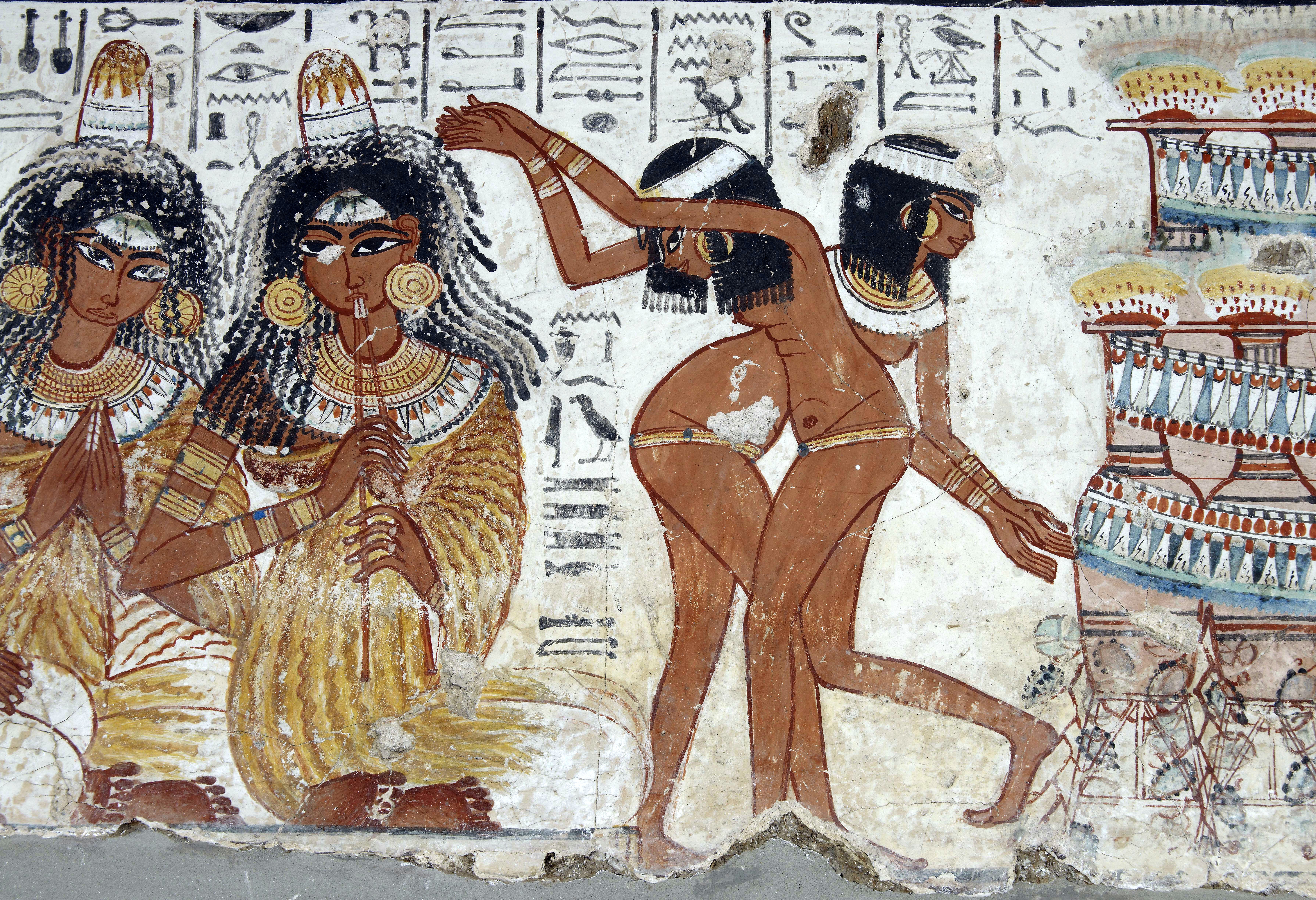
Phụ nữ Ai Cập cổ đại vẽ mắt bằng kohl, tranh vẽ tường mộ tại Thebes (1420–1375 BCE).

Vẽ mắt galena (về sau thuật ngữ Kohl trong tiếng Ả Rập khởi nguồn từ thuật ngữ tiếng Akkad cho mỹ phẩm) được áp dụng rộng rãi ở Ai Cập cổ đại. Mí mắt trên được vẽ màu đen và thấp hơn có màu xanh lá, mô tả trong văn thư cổ đại diễn tả cách dùng cả galena đen và malachit xanh. Lăng mộ cổ từ nền văn hoá tiền sử Tasia chỉ ra rằng ứng dụng galena sớm ở Ai Cập, một phong tục trải dài từ giai đoạn Badari đến thời kỳ Coptic. Mặc dù được tìm thấy tại địa phương, cả galena đen và malachit xanh cũng được nhập khẩu từ vùng miền lân cận ở Tây Á, Coptos và xứ Punt.
Hatshepsut, nữ hoàng vương triều thứ Mười tám của Ai Cập cổ đại, đã cho mài nhũ hương thành tro hòa lẫn vào phấn kohl để kẻ mắt. Đây là ghi chép sử dụng nhựa thơm đầu tiên. Chính bản thân nhũ hương ban đầu đã thu được trong chuyến thám hiểm đến xứ Punt cổ đại vào triều đại tân Vương quốc Ai Cập (k. 1500 TCN).
Ngoài ra, học giả người Hồi giáo tiên phong Ibn Abi Shayba mô tả trong tài liệu hợp pháp cách vẽ kohl lên mắt, như đã được học giả uy tín trước đó kể lại.
Phụ nữ người Berber ở Bắc Phi và người Ả Rập ở Trung Đông, cũng vẽ kohl lên mặt của họ. Một đường thẳng đứng được vẽ từ môi dưới tới cằm và dọc theo đường sống mũi. Ban đầu đường kẻ từ môi dưới đến cằm cho biết người phụ nữ đó đã lập gia đình hay chưa. Hình thức vẽ kohl này trên mặt bắt nguồn từ bán đảo Ả Rập và đã du nhập vào Bắc Phi từ thế kỷ VII.

## Sừng châu Phi

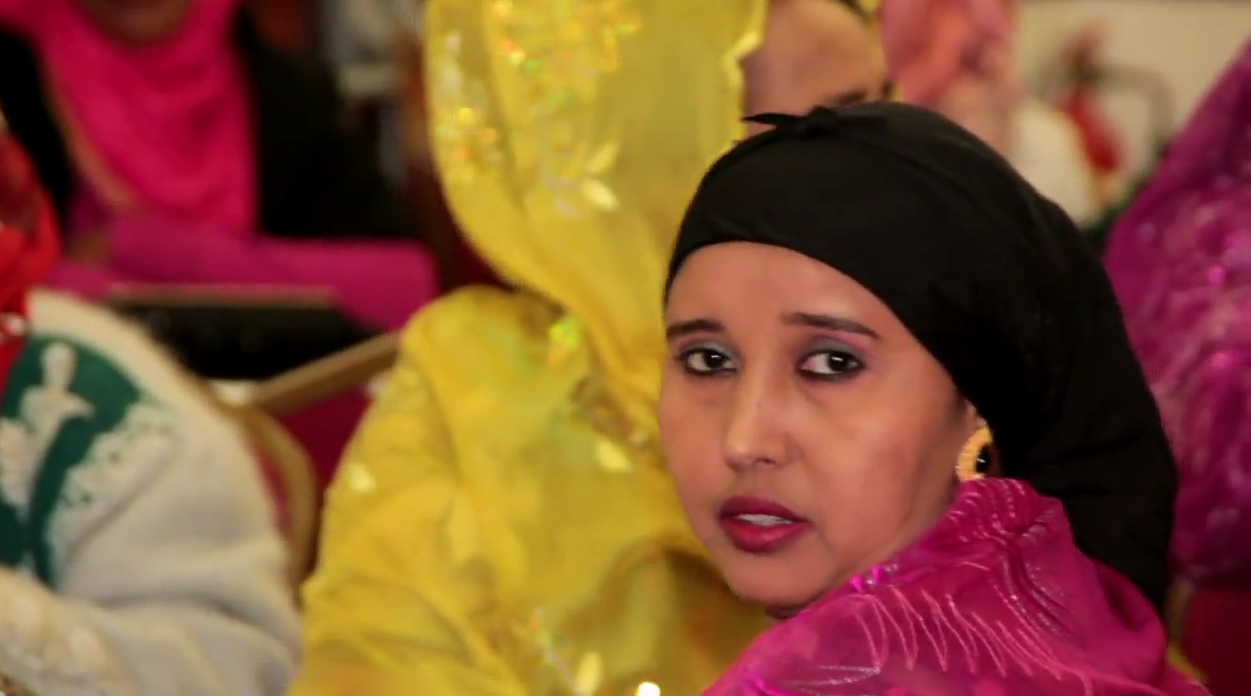
Một phụ nữ người Somali kẻ mắt với indha kuul ("mắt kohl").

Cách sử dụng vẽ mắt kohl ở vùng sừng châu Phi có niên đại vương quốc Punt cổ đại. Phụ nữ Somalis, Djibouti, Ethiopia và Eritrea từ lâu đã vẽ kohl (kuul) cho mục đích làm đẹp, cũng như làm sạch đôi mắt, kéo dài lông mi và để bảo vệ mắt khỏi ánh nắng mặt trời.

## Tây Phi
Kohl cũng được người Fulani và nhánh người Hausa vẽ mắt ở nhiều nơi tại Tây Phi. Ngoài ra, các tộc người Tuareg, Wolof, Mandinka, Soninke, Dagomba, Kanuri và cư dân Hồi giáo chủ yếu sống tại vùng Sahel và Sahara, dùng vẽ lên mắt. Kohl được cả hai giới và người ở mọi lứa tuổi sử dụng, chủ yếu trong đám cưới, lễ hội Hồi giáo (như Eid al-Fitr và Eid al-Adha) và các chuyến đi đến nhà thờ Hồi giáo để cầu nguyện Jumuah hàng tuần.
Đối với phụ nữ, kohl hoặc henna đen được tô vẽ lên mặt cũng như cách thức cộng đồng thực hiện ở Bắc Phi.

## Nam Á

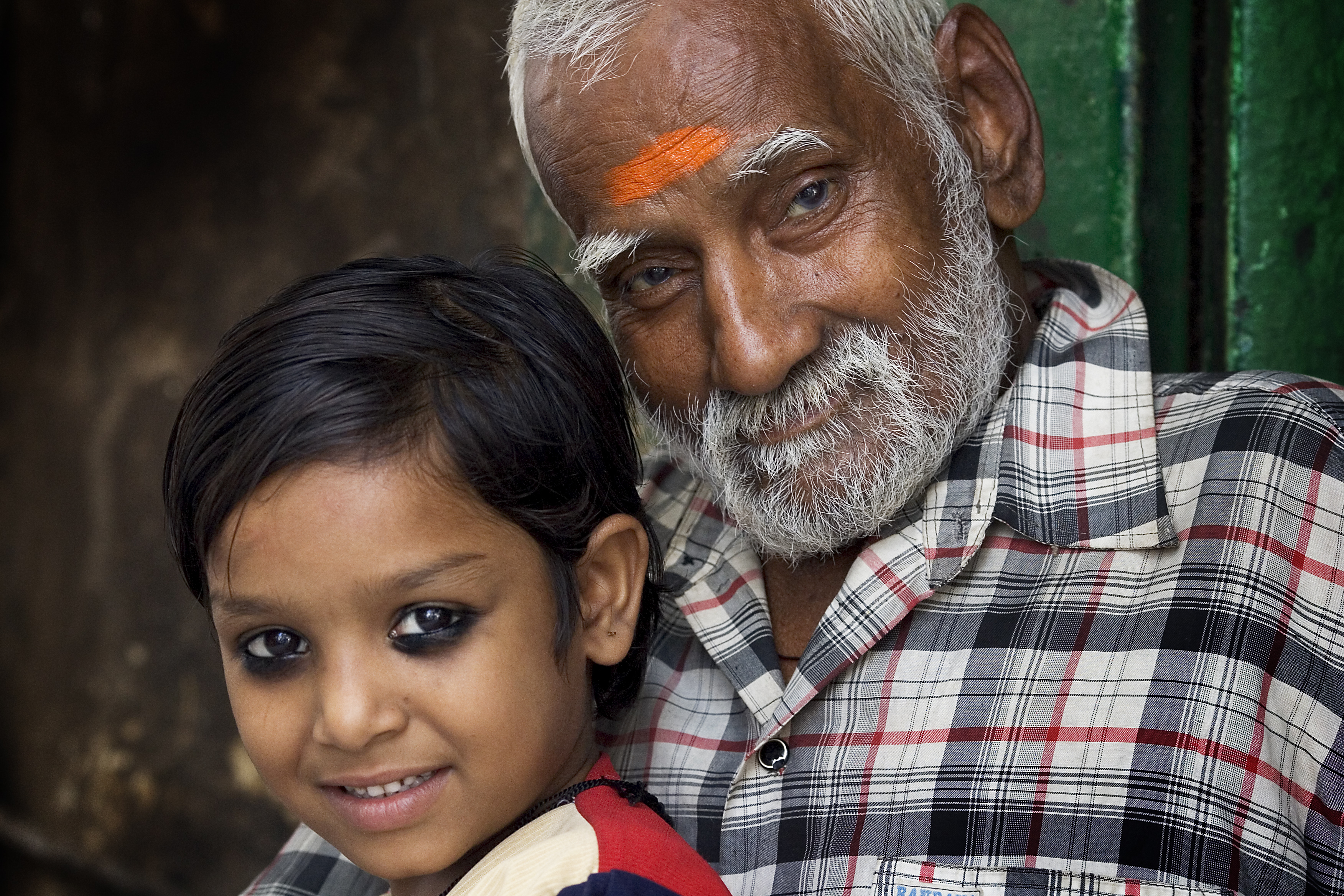
Một người bán thực phẩm ở Varanasi với cháu gái kẻ kohl lên mắt.

Kohl được biết đến qua nhiều tên gọi trong ngôn ngữ Nam Á, như surma trong tiếng Punjab và tiếng Urdu, kajal trong tiếng Hindi, tiếng Bengal và tiếng Gujarat, kajal trong tiếng Sanskrit, kajalh trong tiếng Marathi, kanmashi trong tiếng Malayalam, kaadige trong tiếng Kannada, kaatuka trong tiếng Telugu và kan mai trong tiếng Tamil. Ở Ấn Độ, phụ nữ sử dụng như một loại bút kẻ mắt, kẻ xung quanh cạnh mắt. Ở nhiều nơi của Ấn Độ, đặc biệt ở miền Nam Ấn Độ, Karnataka nói riêng, phụ nữ bào chế kajal tại nhà. Kajal tự chế này được sử dụng ngay cả đối với trẻ sơ sinh. Truyền thống địa phương cho rằng nó là một chất làm mát rất tốt cho mắt, tin rằng nó bảo vệ thị lực và tầm nhìn khỏi ánh mặt trời.
Một số công ty sản xuất thuốc Ayurveda của Ấn Độ hoặc thảo mộc Ấn Độ cổ đại thêm long não và các loại dược liệu khác có lợi cho mắt vào trong kajal. Nó có thể phục vụ không chỉ như mỹ phẩm mà còn là thuốc dưỡng mắt.
Trong nền văn hoá Punjab, surma là chất nhuộm theo nghi thức truyền thống, mà chủ yếu nam giới Punjab vẽ quanh mắt họ vào các dịp xã hội hoặc tôn giáo đặc biệt. Nó thường được vợ hoặc người mẹ người đó vẽ lên.
Một số phụ nữ cũng thêm một chấm kajal ở phía bên trái của trán hoặc trên đường ngấn nước trên mắt phụ nữ và trẻ em để tránh khỏi buri nazar. Buri nazar có nghĩa đen là "cái nhìn tồi tệ" và có thể so sánh với 'ánh mắt ác quỷ', mặc dù nó có thể được diễn giải như những điều xấu ác của con người hay thậm chí là mắt người dâm dãng, theo quan niệm của đàn ông lôi kéo phụ nữ. Nó cho thấy người đó không hoàn hảo, với họ có 'dấu hiệu đen', do đó, người ta sẽ không ghen tị với vẻ đẹp của họ.

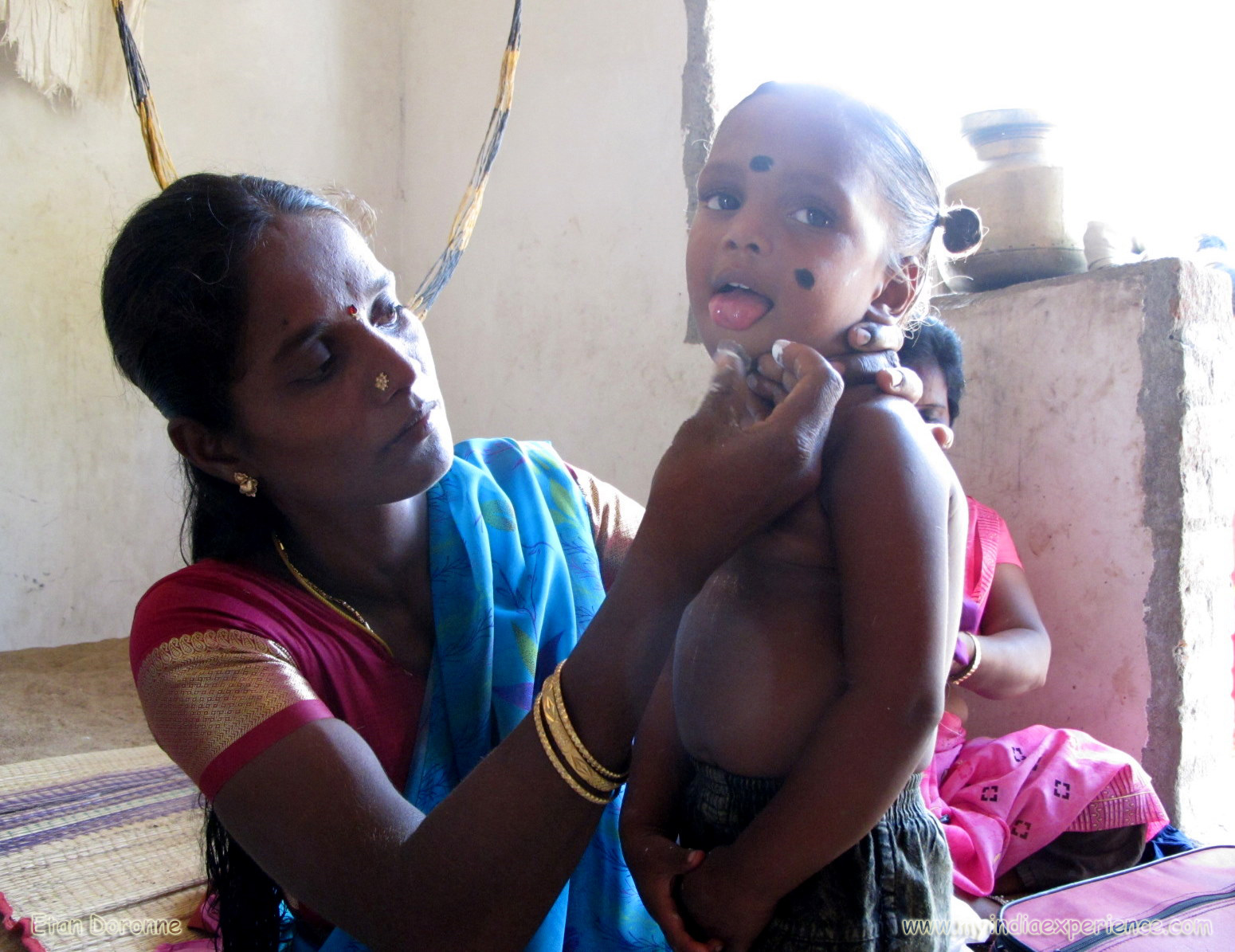
Một phụ nữ Tamil Nadu vẽ kohl lên con trai mình ở Ấn Độ.

Trong các điệu múa Bharatnatayam của Ấn Độ hàng thế kỷ, vũ công kẻ phấn kohl đậm cho đôi mắt của mình để thu hút sự chú ý đến cử chỉ và cử động của mắt họ. Kohl sau đó được kẻ lên lông mày và mí mắt để nổi bật hơn nữa cho các vũ công.

## Kohl và Hồi giáo
Nhà tiên tri Mohammed đã sử dụng kohl và khuyên những người khác nên sử dụng nó vì ông tin rằng nó mang lại lợi ích cho đôi mắt và được người Hồi giáo ngày nay sử dụng trong tháng chay Ramadan như dấu hiệu của lòng sùng kính. Nhà tiên tri "đã từng vẽ kohl lên mắt phải ông ba lần và mắt trái ông hai lần. Người Hồi giáo Salafi hiện đại sử dụng kohl như thói quen của Muhammed.

## Pha chế
Bào chế kajal tại nhà bắt đầu bằng cách nhúng một khăn vải sạch, trắng, mỏng, khoảng 4x4 inch vuông, vào hỗn hợp nhão gỗ đàn hương hoặc nước ép hoa sữa (Manjal karisilanganni), sau đó phơi khô trong bóng râm. Quá trình nhúng và phơi khô này được thực hiện cả ngày. Sau khi hoàng hôn, một sợi bấc được làm từ vải đã nhúng, sau đó dùng để thắp sáng một ngọn đèn bùn đổ đầy dầu thầu dầu. Một lọ đồng thau được giữ trên đèn, để lại một kẽ hở nhỏ, chỉ cần đủ cho khí oxy giữ lửa cháy đèn. Đèn đốt cháy suốt đêm. Vào buổi sáng, một hoặc hai giọt bơ loãng tinh khiết (bơ sữa bò lọc) hoặc dầu thầu dầu được thêm vào muội đen hiện trên vạch lọ đồng thau. Nó được lưu trữ trong một hộp sạch.
Tất cả thành phần được sử dụng trong chế phẩm này (gỗ đàn hương/Manjal karsilanganni, dầu thầu dầu, bơ loãng) được cho có tính chất dược liệu. Chúng vẫn được sử dụng trong các liệu pháp Ấn Độ như thuốc ayurveda và Siddha.
Ở vùng nông thôn Bengal, kajal được làm từ cây "Monosha", một loại rau mọng (Euphorbia neriifolia). Lá của Monosha được bao phủ bằng dầu và được giữ trên một đèn dầu cháy (đèn bùn). Trong vòng vài phút, lá được phủ bằng muội đen mịn kem, rất an toàn và vô trùng mà thậm chí còn được áp dụng cho trẻ sơ sinh.

## Mối lo ngại sức khỏe
Hàm lượng kohl và công thức bào chế khác nhau rất nhiều. Tại Bắc Phi và Trung Đông, kohl tự làm thường được làm bằng galena nghiền (chì sulfide). Ở phía tây, người sản xuất sử dụng cacbon vô định hình hoặc than gỗ hữu cơ thay vì chì. Dầu thực vật và muội than từ các loại quả hạch, hạt và nhựa cây cao su khác nhau thường được thêm vào bột carbon. Thật không may, sản phẩm không chì được cho có chất lượng kém hơn so với loại truyền thống, cũ và do đó đã gia tăng sử dụng kohl làm bằng tay, chứa chì.
Trong nhiều thập kỷ, nhiều báo cáo mâu thuẫn trong tài liệu đã được công bố liên quan đến chuyện vẽ phấn kohl lên mắt chịu trách nhiệm khiến cho nồng độ chì trong máu cao hơn, có thể gây ngộ độc chì. Trong khi cùng một lúc, một số nghiên cứu và báo cáo nghiên cứu cũng đã được công bố bác bỏ bất kỳ liên kết như vậy với mức độ chì trong máu tăng lên khi vẽ phấn kohl (surma).
Một nhóm nghiên cứu ở Trung Quốc đã cố gắng tìm ra một số cơ sở khoa học về đặc tính của chì sulfide (galena) liên quan đến hấp thụ tia mặt trời khi đưa vào mắt dưới dạng kohl. Tác giả báo cáo quang phổ hấp thụ tia cực tím (UV) của một màng mỏng chì sulfide được chuẩn bị trên chất nền "Oxit thiếc indi" (ITO). Quang phổ cho biết màng mỏng chì sulfide có độ hấp thụ cao hơn và hệ số truyền thấp hơn trong dải sáng tia cực tím tăng thêm với điện áp lắng đọng tăng lên.
Nỗ lực loại bỏ chì khỏi phấn kohl đã được khấy động bởi các nghiên cứu vào đầu những năm 1990, bào chế phấn kohl tìm ra chất ô nhiễm nồng độ cao, bao gồm cả chì. Nồng độ chì trong chế phẩm Kohl thương mại cao tới 84%. Mẫu kohl từ Oman và Cairo, phân tích bằng cách sử dụng nhiễu xạ bột tia X và kính hiển vi điện tử quét, tìm ra galena. Một thập kỉ sau, nghiên cứu về kohl tiến hành tại Ai Cập và Ấn Độ cho biết một phần ba số mẫu nghiên cứu có chứa chì, trong khi hai phần ba còn lại chứa cacbon vô định hình, zincite, cuprite, goethite, silicon nguyên tố hay talc, hematit, minium, và các hợp chất hữu cơ.
Sử dụng kohl có chứa chì khiến lượng chì trong máu gia tăng, khiến cho người sử dụng có nguy cơ bị nhiễm độc chì. Các biến chứng của nhiễm độc chì bao gồm thiếu máu, chậm phát triển, IQ thấp, co giật và trong trường hợp nặng dẫn dến tử vong. Thiếu máu do ngộ độc chì là mối quan tâm đặc biệt ở các nước Trung Đông và Nam Á, nơi có các dạng thiếu máu phổ biến, bao gồm thiếu máu do thiếu sắt (do suy dinh dưỡng) và bệnh huyết sắc tố (hemoglobinopathy, bệnh hồng cầu hình liềm, bệnh tan máu bẩm sinh).
Những sản phẩm bị cấm này khác với mỹ phẩm không có chì sử dụng từ "kohl" chỉ để mô tả sắc thái/màu sắc của nó, chứ không phải thành phần thực tế. Một số mỹ phẩm trang điểm mắt hiện đại được quảng cáo là "kohl", nhưng được bào chế khác nhau và phù hợp với các tiêu chuẩn sức khoẻ có liên quan.
Vào tháng 1 năm 2010, giới nghiên cứu Pháp đã báo cáo rằng trang điểm mắt đậm cá nhân mà người Ai Cập cổ đại vẽ có thể có lợi ích y tế. Ở mức thấp, hợp chất chì riêng biệt hỗ trợ hệ miễn dịch bằng cách kích thích sản xuất oxit nitric.
Kohl "xanh lam" là sắc tố đen pha xanh lam sẫm bao gồm cả hai hợp chất chì cùng hợp chất antimon. Hợp chất chì trong kohl là galena (PbS) - màu xám tối và laurionit bóng (PbCl(OH)) - phosgenit trắng ((PbCl)2CO3); cerussit (PbCO3) – xanh lam. Hợp chất antimon trong kohl là stibnite (Sb2S3) - xanh lam. Stibnite có antimon (stibium) trong đó. Có bằng chứng cho thấy phân tử gam hạ hiển vi cô đặc của chì (Pb2+) có thể tạo ra dư thừa dinitơ monoxit (N2O), do đó có thể kích hoạt tăng cường phản ứng miễn dịch.
Người Ai Cập cổ đại, được ghi chép trong giấy cói Ebers (k. 1550 BCE), thảo luận về những hợp chất này có trong kohl để bảo vệ mắt. Thật vậy, kohl được dùng như bút kẻ mắt và mỹ phẩm. Có một số bệnh mắt đặc hữu ở vùng sông Nile bao gồm mắt hột, vi khuẩn chlamydia có thể gây ra sẹo giác mạc và bệnh hoại tử kết mạc, mất thị giác. Kohl được dùng không chỉ như mỹ phẩm mà còn là thuốc nhỏ mắt dược liệu (từ Gr. Kollurion). Hai trong số hợp chất chì của Kohl - laurionit và phosgenit chloride chì - không tự nhiên tại thung lũng sông Nile. Người ta tin rằng họ đã cố tình tổng hợp bởi người Ai Cập cổ đại cho mục đích này. Sử dụng rộng rãi kohl trên khắp Địa Trung Hải và Trung Đông chứng tỏ khả năng bảo vệ mắt khỏi bệnh truyền nhiễm và được sử dụng như mỹ phẩm.

### Tình trạng pháp lý
Kohl là hàng nhập khẩu hoặc bán bất hợp pháp tại Hoa Kỳ, bởi vì nó không có trong danh sách chất phụ gia màu được Cục Quản lý Thực phẩm và Dược phẩm phê duyệt, xem kohl không an toàn để sử dụng.

## Trong văn hóa đại chúng

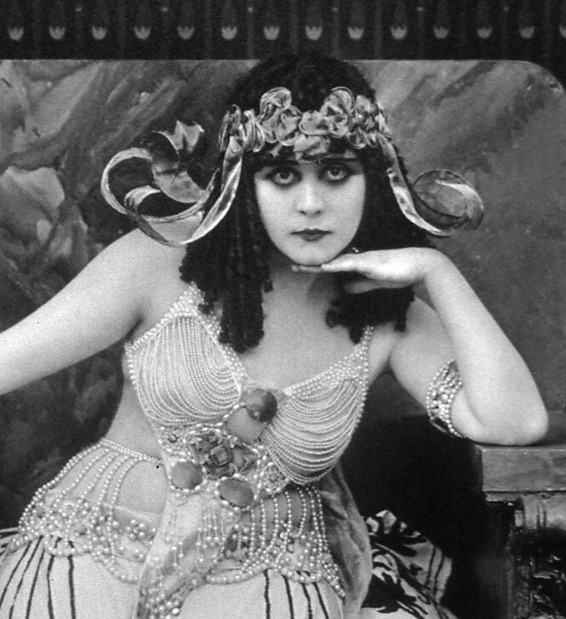
Theda Bara, với đôi mắt kẻ đen bằng kohl

- Mở đầu bộ phim Anh năm 1999 East is East, nhân vật George Khan, diễn viên Om Puri thủ vai, vẽ phấn kohl vào mắt con trai trước đám cưới anh ta.
- Nữ diễn viên điện ảnh Theda Bara dùng phấn kohl viền mắt trong suốt sự nghiệp của mình.
- Trong chương trình BBC Four Lost Weekend, Keith Richards, người chơi guitar Rolling Stones, cho rằng ông sử dụng kohl cho các bộ lạc bán du mục của Bắc Phi, nơi ông thường đi nghỉ hè vào cuối những năm 1960.
- MarK Antony trong loạt phim truyền hình HBO Rome dùng phấn Kohl vẽ mắt cùng nhiều nhân vật Ai Cập.
- Jack Sparrow, nhận vật trung tâm trong loạt phim Cướp biển vùng Caribbean, vẽ phấn kohl quanh mắt.
- Nhạc sĩ Prince vẽ phấn kohl quanh mắt trong suốt sự nghiệp của mình.
- Edward Gorey viết: "The Wanton, mặc dù cô ấy biết được những nguy hiểm của nó/cần phải mỉm cười với Kohl về đôi mắt của cô/và đánh thức sự quan tâm của người lạ/với những tiếng thở dài kéo dài, khàn khàn, phóng dãng."
- Trong bài hát "Miss Sarajevo" của U2, một dòng hỏi: "Có thời gian cho kohl và son môi? / thời gian cho tóc quăn / có thời gian để mua sắm ở High Street? / tìm trang phục phù hợp để mặc".
- Mariska Veres, ca sĩ chính của nhóm nhạc rock người Hà Lan Shocking Blue, vẽ phấn kohl quanh mắt.
- Trong trang web truyện tranh Gunnerkrigg Court, kohl được nhắc đến bằng tên surma, tên mẹ của nhân vật chính và tên của nhân vật chính là antimony, một thành phần của kohl.
- Charley, một nhân vật trong phim 2009 A Single Man, vẽ phấn kohl lên mắt vào bữa tối.
- Rabia, một nhân vật trong bộ phim truyền hình Pakistan Dastaan, dùng phấn kohl kẻ đường kẻ lên mắt nhân vật Bano để nổi bật vẻ đẹp của cô nàng.

## Sách tham khảo
- Al-Ashban RM, Aslam M, Shah AH., Public Health. 2004 Jun;118(4):292–8. "Kohl (surma): a toxic traditional eye cosmetic study in Saudi Arabia."
- Abdullah MA., J Trop Med Hyg. 1984 Apr;87(2):67–70. "Lead poisoning among children in Saudi Arabia."
- Hardy AD, Walton RI, Myers KA, Vaishnav R., J Cosmet Sci. 2006 Mar–Apr;57(2):107–25. "Availability and chemical composition of traditional eye cosmetics ('kohls') used in the United Arab Emirates of Dubai, Sharjah, Ajman, Umm Al-Quwain, Ras Al-Khaimah, and Fujairah."
- Shaltout A, Yaish SA, Fernando N., Ann Trop Paediatr. 1981 Dec;1(4):209–15. "Lead encephalopathy in infants in Kuwait. A study of 20 infants with particular reference to clinical presentation and source of lead poisoning."